# Dichocrocis pactolica
Dichocrocis pactolica là một loài bướm đêm trong họ Crambidae.